# Копелија
Копелија (фр. Coppélia ou La Fille aux yeux d’émail, „Копелија, или девојка са стакленим очима”) је комични балет из 1870. композитора Леа Делиба. Либрето су написали Шарл Нуитер и Артур Сен-Леон, док је Сен-Леон и аутор оригиналне кореографије. Радња се заснива на причи „Човек од песка” Ернста Хофмана. Премијера се догодила 25. маја 1870. у Париској опери, са Ђузепином Бонаки (Giuseppina Bozzacchi) у улози Сванилде и Евгенијом Фиокр (Eugénie Fiocre) у улози Франца. Балет је одмах доживео велики успех и до данас је остао стандардни део репертоара класичних балета. 